# Wola Sipińska
Wola Sipińska (do 2012 Wola Sypińska) – wieś w Polsce położona w województwie łódzkim, w powiecie poddębickim, w gminie Zadzim.
Wieś wchodzi w skład sołectwa Pałki.
W latach 1975–1998 miejscowość administracyjnie należała do województwa sieradzkiego. W 2012 r. zmieniono urzędowo nazwę miejscowości z  Wola Sypińska na Wola Sipińska.

## Historia
Wieś powstała po podzieleniu dóbr Zadzimskich pod koniec XV wieku.

### Słownik Geograficzny
Sypińska Wola, wieś, powiat sieradzki, gmina Wierzchy, parafia Zadzim, odległość 27 km od Sieradza, ma 10 domów, 78 mieszkańców. Na początku XVI w. wieś „Wolya Sypynska” daje z łanu kmiecie dziesięcinę kollegiacie uniejowskiej; z folwarku zaś pleban w Zadzimie, który od kmieci dostaje tylko kolędę po groszu z łanu (Łaski, L. B., I, 387). W 1552 r. „Wolia Szypynska alias Wienczlawkowa” ma 9 osad., 3 łany (Pawiński, Wielkop., II, 230).

### Tabella miast i wsi z 1827 roku
Wola Sypińska, wś, pow. sieradzki, par. Zadzim, ob. Sypińska Wola. W r. 1827 było 10 domów, 99 mieszkańców.

### Spis z 1925 roku
Wola Sypińska, wieś, powiat sieradzki, gmina Wierzchy. Budynki z przeznaczeniem mieszkalne 17. Ludność ogółem: 118. Mężczyzn 60, kobiet 58. Ludność wyznania rzymskokatolickiego 118. Podało narodowość: polską 118.